# Jindřich IV. (1. část)
Jindřich IV. (1. část) je historická hra Williama Shakespeara napsaná nejpozději roku 1597. Jedná se o druhou část tetralogie popisující vládu anglických králů Richarda II., Jindřicha IV. a Jindřicha V.
První část Jindřicha IV. popisuje období od bitvy u Homildonu proti hraběti Douglasovi ke konci roku 1402 a končí porážkou rebelů v bitvě u Shrewsbury v polovině roku 1403. Shakespearovým hlavním zdrojem informací bylo druhé vydání (1587) kroniky Raphaela Holinsheda.

## Postavy
- Jindřich IV. Anglický
- Jindřich V., princ z Walesu, králův syn
- Jan z Lancasteru
- hrabě z Westmorlandu
- Sir Walter Blunt
- John Falstaff
- Jindřich Percy, hrabě z Northumberlandu
- Jindřich "Ohnivec" Percy – Northumberlandův syn
- Tomáš Percy, hrabě z Worcesteru – Northumberlandův bratr
- Owen Glendower – vůdce velšských rebelů
- Archibald, hrabě z Douglasu – vůdce skotských rebelů

## Děj
Vláda Jindřicha Bolingbroka – nyní Jindřicha IV. – je plná bouří. Své osobní znepokojení nad vraždou Richarda II. by chtěl vyřešit cestou do Jeruzaléma, ale nepokoje na hranicích se Skotskem a Walesem to nedovolí. Stále více roste nepřátelství mezi ním a rodem Percy, který mu dříve pomohl na trůn, a Edmundem Mortimerem, příbuzným, kterého si Richard II. zvolil za svého dědice.
Další Jindřichovou potíží je chování jeho syna a dědice Hala (budoucí Jindřich V.), který marní čas v tavernách s podivnou společností. Princovým společníkem je hlavně starý, tlustý a věčně opilý, ale rovněž charismatický sir John Falstaff.
Hra se soustřeďuje na tři okruhy postav, které se nakonec setkají v bitvě u Shrewsbury, kde se má rozhodnout o osudu rebelie proti Jindřichovi. Prvním okruh tvoří král Jindřich a jeho rada, druhý tvoří rebelová (mladý Jindřich Percy a jeho otec a Tomáš Percy, hrabě z Worcesteru a další) a třetí princ Hal a jeho druhové, kteří do hry vnášejí prvky komedie.
Král se na začátku hry hněvá na mladého Percy, který mu odmítá předat zajatce ze své předchozí akce proti Skotům. Percy by naopak rád, aby král vyplatil z velšského zajetí Edmunda Mortimera (bratra své ženy), kterého drží Owen Glendower. Jindřich odmítá, na oba Percye je hrubý a vyhrožuje jim. Percyové se raději spolčí s Velšany a Skoty, aby Jindřicha sesadili.
Princ Hal se mezitím baví s Falstaffem a dalšími společníky. Má Falstaffa rád, ale nemá v úmyslu být jako on. Zúčastní se i žertu na Falstaffův účet, když se rytíř dopustí loupeže. Hal ovšem brzy divákům sděluje, že brzy má v úmyslu zaujmout své právoplatné místo a dokázat otci i ostatním, zač stojí. Rebelie Mortimera a Percyových mu brzy dá šanci přesně to udělat.
Bitva u Shrewsbury je klíčová, protože i kdyby se rebelům podařilo pouze vydržet, mají jim dorazit posily. Jindřich IV. potřebuje rozhodné vítězství. Hal a mladý Percy se střetnou na meče, přičemž Hal už není pouliční povaleč, ale bojovník, a podaří se mu Percyho zabít. Tělo nechá na místě, a tak si zásluhu za smrt rebela připočte Falstaff, což mu Hal dovolí.
Smrt "Ohnivce" Percyho rebely zlomí, a tak nakonec zvítězí síly ve službách krále. Jindřich IV. nechá popravit Tomáše Percyho, jednoho z svých největších nepřátel, dříve jednoho ze svých blízkých přátel. Hal naopak ukáže milosrdenství, když nechá propustit hraběte Douglase. Válka s arcibiskupem z Yorku, Northumberlandem, Mortimerem a Glendowerem však pokračuje.

## Filmové adaptace
- 1995 Henry IV. Anglický TV film. Hrají: Rufus Sewell, Jane Horrocks, Toby Jones.
- 2012 Jindřich IV., část 1. Anglický TV film z minisérie The Hollow Crown. Režie: Richard Eyre. Hrají: Tom Hiddleston (Hal), Jeremy Irons (Jindřich IV), Michelle Dockeryová (lady Percy), Harry Lloyd (Mortimer), Simon Russell Beale (Falstaff), Joe Armstrong (mladý Percy).